# آب و هوای جمهوری آذربایجان

سامانه طبقه‌بندی اقلیمی کوپن-گایگر

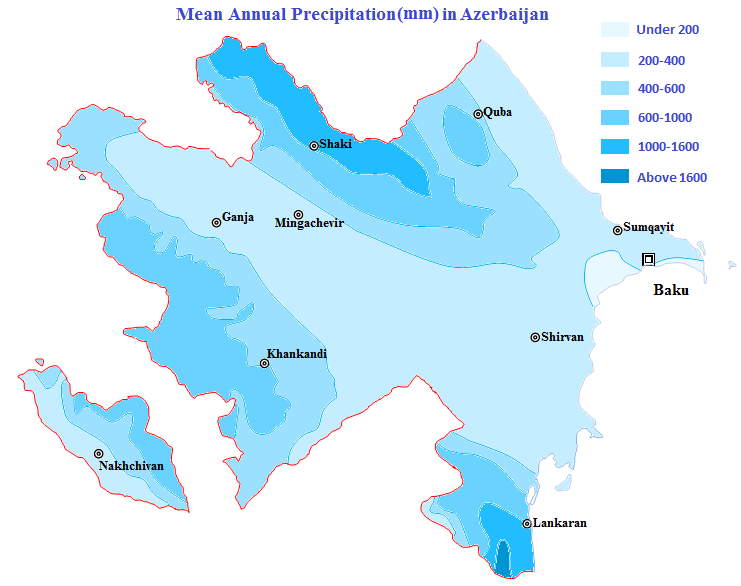
میانگین بارندگی سالانه در جمهوری آذربایجان (میلی‌متر)

آب و هوای جمهوری آذربایجان بسیار متنوع است. نه منطقه از یازده منطقه آب و هوایی موجود در جمهوری آذربایجان قرار دارند.

## جغرافیا
جمهوری آذربایجان در منتهی‌الیه شمالی جنب‌مدارگان، در قسمت جنوب شرقی قفقاز و قسمت شمال غربی فلات ایران واقع شده است. موقعیت جغرافیایی و چشم‌انداز پیچیده، نزدیکی به دریای خزر، تأثیر تابش خورشید، توده‌های هوا با منشأ مختلف و غیره، به تنوع اقلیمی آن کمک می‌کند.

### چشم‌انداز
جمهوری آذربایجان، کشوری عمدتاً کوهستانی است که توسط رشته‌کوه‌های قفقاز بزرگ، قفقاز کوچک، تالش و شمال ایران احاطه شده است. سرزمین پست کورا-ارس، بین قفقاز بزرگ و کوچک، در قسمت شرقی کشور تا دریای خزر امتداد دارد. قفقاز بزرگ، که در شمال کشور واقع شده و از شمال غربی تا جنوب شرقی امتداد دارد، کشور را از تأثیرات مستقیم توده‌های هوای سرد شمالی محافظت می‌کند. این امر منجر به تشکیل آب و هوای نیمه گرمسیری در بیشتر کوهپایه‌ها و دشت‌های کشور می‌شود. سایر رشته‌کوه‌های اطراف کشور نیز بر گردش هوا تأثیر می‌گذارند. پیچیدگی چشم‌انداز باعث تشکیل غیریکنواخت مناطق اقلیمی شده و مناطق اقلیمی عمودی ایجاد می‌کند.

### تابش خورشیدی

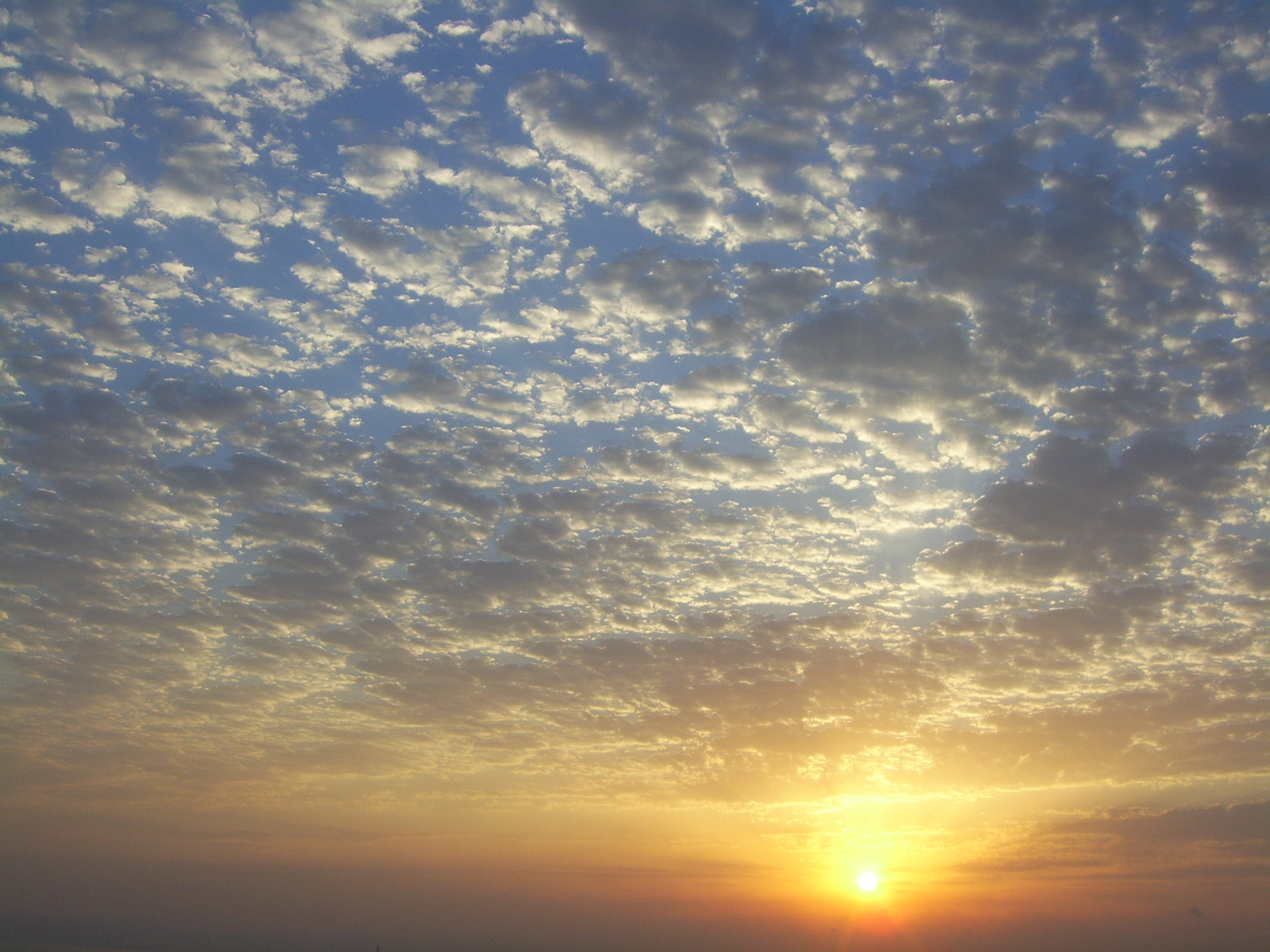
غروب خورشید در جمهوری آذربایجان اغلب بسیار رنگارنگ است.

دشت‌ها و کوهپایه‌های جمهوری آذربایجان میزان تابش خورشیدی بالایی دارند. خورشید سالانه به مدت ۲۲۰۰ تا ۲۴۰۰ ساعت در دشت‌های کور-آراز، شبه جزیره آب‌شوران و سایر دشت‌ها و کوهپایه‌ها و ۲۶۰۰ تا ۲۸۰۰ ساعت در دشت‌های اطراف رودخانه ارس در منطقه جمهوری خودمختار نخجوان می‌تابد. به دلیل افزایش ابر در مناطق کوهستانی، این مناطق تنها ۱۹۰۰ تا ۲۲۰۰ ساعت نور مستقیم خورشید را دریافت می‌کنند.
میزان کل تابش خورشیدی که دشت‌های نخجوان را تحت تأثیر قرار می‌دهد، در مجموع ۱۴۸ تا ۱۵۰ کیلوکالری بر سانتی‌متر مربع (۱۳۷ تا ۱۳۹ کیلووات ساعت بر فوت مربع) است. این میزان در کوهستان افزایش می‌یابد و به ۱۵۲ تا ۱۶۰ کیلوکالری بر سانتی‌متر مربع (۱۴۰ تا ۱۴۸ کیلووات ساعت بر فوت مربع) می‌رسد. تابش خورشیدی در دشت‌ها و کوهپایه‌های کشور جمهوری آذربایجان به ۴۰ تا ۵۰ کیلوکالری بر سانتی‌متر مربع (37 تا ۴۶ کیلووات ساعت بر فوت مربع)؛ در لنکران، ۵۰ تا ۶۰ کیلوکالری بر سانتی‌متر مربع (46 تا ۵۵ کیلووات ساعت بر فوت مربع)؛ در کوهستان، ۱۵ تا ۲۵ کیلوکالری بر سانتی‌متر مربع (14 تا ۲۳ کیلووات ساعت بر فوت مربع) می‌رسد.

## جنبه‌های عمده
برخی از عوامل اصلی تأثیرگذار بر آب و هوای جمهوری آذربایجان عبارتند از دما، بارندگی، رطوبت، میزان تبخیر سطحی و پوشش ابر.

### دما

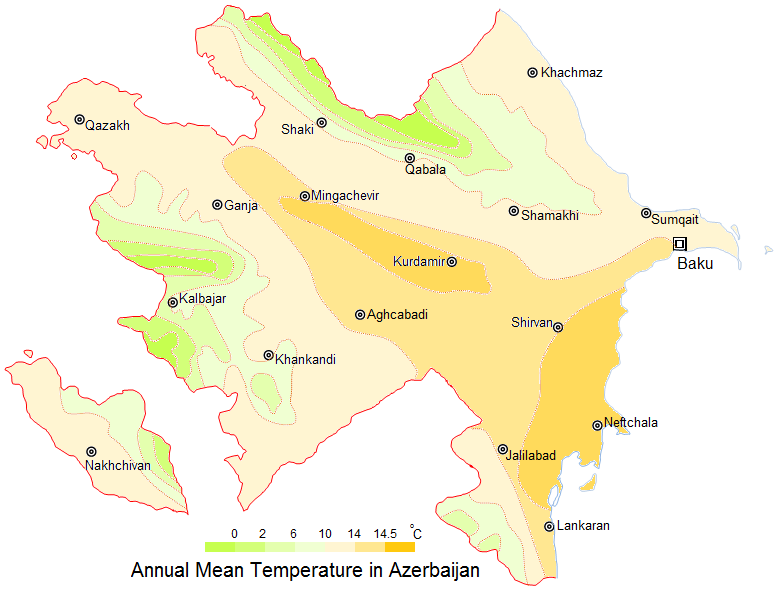
میانگین دمای سالانه در جمهوری آذربایجان (°C)

دما و توزیع آن در سراسر جمهوری آذربایجان منظم است و به ویژگی‌های توده‌های هوای ورودی به کشور، چشم‌انداز منطقه‌ای و نزدیکی به دریای خزر بستگی دارد. دریا باعث می‌شود دما در مناطق ساحلی (۲۰ کیلومتر یا ۱۲ مایل دورتر از دریا) در تابستان کاهش و در زمستان افزایش یابد. در عین حال، دریا نفوذ توده‌های هوای گرم و خشک آسیای مرکزی را تعدیل می‌کند. میانگین دمای سالانه ۱۴–۱۵ درجه سلسیوس (۵۷–۵۹ درجه فارنهایت) است. در سرزمین پست کورا-ارس، مناطق ساحلی جنوب شبه جزیره آب شوران و در جلگه پست لنکران. دما با نزدیکی به کوه‌ها کاهش می‌یابد و به‌طور متوسط ۴–۵ درجه سلسیوس (۳۹–۴۱ درجه فارنهایت) است.

#### به‌طور مثال
| داده‌های اقلیم باکو                                                                                     | داده‌های اقلیم باکو | داده‌های اقلیم باکو | داده‌های اقلیم باکو | داده‌های اقلیم باکو | داده‌های اقلیم باکو | داده‌های اقلیم باکو | داده‌های اقلیم باکو | داده‌های اقلیم باکو | داده‌های اقلیم باکو | داده‌های اقلیم باکو | داده‌های اقلیم باکو | داده‌های اقلیم باکو | داده‌های اقلیم باکو |
| ماه | ژانویه             | فوریه              | مارس               | آوریل              | مه                 | ژوئن               | ژوئیه              | اوت                | سپتامبر            | اکتبر              | نوامبر             | دسامبر             | سال                |
| --- | ------------------ | ------------------ | ------------------ | ------------------ | ------------------ | ------------------ | ------------------ | ------------------ | ------------------ | ------------------ | ------------------ | ------------------ | ------------------ |
| سابقهٔ بیش‌ترین °C (°F)                                                                                  | ۲۰٫۴ (۶۹)          | ۲۱٫۸ (۷۱)          | ۲۷٫۸ (۸۲)          | ۲۷٫۸ (۸۲)          | ۳۵٫۰ (۹۵)          | ۴۰٫۵ (۱۰۵)         | ۴۲٫۷ (۱۰۹)         | ۴۱٫۹ (۱۰۷)         | ۳۹٫۴ (۱۰۳)         | ۳۰٫۱ (۸۶)          | ۲۵٫۰ (۷۷)          | ۲۶٫۰ (۷۹)          | ۴۲٫۷ (۱۰۹)         |
| میانگین بیش‌ترین °C (°F)                                                                                | ۶٫۶ (۴۴)           | ۶٫۳ (۴۳)           | ۹٫۸ (۵۰)           | ۱۶٫۴ (۶۲)          | ۲۲٫۱ (۷۲)          | ۲۷٫۳ (۸۱)          | ۳۰٫۶ (۸۷)          | ۲۹٫۷ (۸۵)          | ۲۵٫۶ (۷۸)          | ۱۹٫۶ (۶۷)          | ۱۳٫۵ (۵۶)          | ۹٫۷ (۴۹)           | ۱۸٫۱ (۶۴٫۵)        |
| میانگین روزانه °C (°F)                                                                                 | ۴٫۴ (۴۰)           | ۴٫۲ (۴۰)           | ۷٫۰ (۴۵)           | ۱۲٫۹ (۵۵)          | ۱۸٫۵ (۶۵)          | ۲۳٫۵ (۷۴)          | ۲۶٫۴ (۸۰)          | ۲۶٫۳ (۷۹)          | ۲۲٫۵ (۷۳)          | ۱۶٫۶ (۶۲)          | ۱۱٫۲ (۵۲)          | ۷٫۳ (۴۵)           | ۱۵٫۰۷ (۵۹٫۲)       |
| میانگین کم‌ترین °C (°F)                                                                                 | ۲٫۱ (۳۶)           | ۲٫۰ (۳۶)           | ۴٫۲ (۴۰)           | ۹٫۴ (۴۹)           | ۱۴٫۹ (۵۹)          | ۱۹٫۷ (۶۷)          | ۲۲٫۲ (۷۲)          | ۲۲٫۹ (۷۳)          | ۱۹٫۴ (۶۷)          | ۱۳٫۶ (۵۶)          | ۸٫۸ (۴۸)           | ۴٫۸ (۴۱)           | ۱۲ (۵۳٫۷)          |
| سابقهٔ کم‌ترین °C (°F)                                                                                   | −۱۳٫۷ (۷)          | −۸٫۴ (۱۷)          | −۷٫۰ (۱۹)          | −۶٫۱ (۲۱)          | ۰٫۲ (۳۲)           | ۱۰٫۰ (۵۰)          | ۱۱٫۲ (۵۲)          | ۱۱٫۹ (۵۳)          | ۹٫۱ (۴۸)           | ۱٫۲ (۳۴)           | −۲٫۸ (۲۷)          | −۵٫۵ (۲۲)          | −۱۳٫۷ (۷)          |
| بارندگی میلی‌متر (اینچ)                                                                                 | ۲۱ (۰٫۸۳)          | ۲۰ (۰٫۷۹)          | ۲۱ (۰٫۸۳)          | ۱۸ (۰٫۷۱)          | ۱۸ (۰٫۷۱)          | ۸ (۰٫۳۱)           | ۲ (۰٫۰۸)           | ۶ (۰٫۲۴)           | ۱۵ (۰٫۵۹)          | ۲۵ (۰٫۹۸)          | ۳۰ (۱٫۱۸)          | ۲۶ (۱٫۰۲)          | ۲۱۰ (۸٫۲۷)         |
| میانگین روزهای بارندگی (≥ ۰.۱ mm)                                                                      | ۶                  | ۶                  | ۵                  | ۴                  | ۳                  | ۲                  | ۱                  | ۲                  | ۲                  | ۶                  | ۶                  | ۶                  | ۴۹                 |
| میانگین روزهای برفی (≥ ۱ cm)                                                                           | ۴                  | ۳                  | ۰                  | ۰                  | ۰                  | ۰                  | ۰                  | ۰                  | ۰                  | ۰                  | ۰                  | ۳                  | ۱۰                 |
| میانگین روزانه ساعت‌های تابش آفتاب                                                                      | ۸۹٫۹               | ۸۹٫۰               | ۱۲۴٫۰              | ۱۹۵٫۰              | ۲۵۷٫۳              | ۲۹۴٫۰              | ۳۱۳٫۱              | ۲۸۲٫۱              | ۲۲۲٫۰              | ۱۴۵٫۷              | ۹۳٫۰               | ۱۰۲٫۳              | ۲٬۲۰۷٫۴            |
| منبع شماره ۱: World Meteorological Organisation (UN), Hong Kong Observatory for data of sunshine hours |                    |                    |                    |                    |                    |                    |                    |                    |                    |                    |                    |                    |                    |
| منبع شماره ۲: Meoweather (Snowy days) infoclimat.fr (extremes)                                         |                    |                    |                    |                    |                    |                    |                    |                    |                    |                    |                    |                    |                    |

| داده‌های اقلیم لنکران                                 | داده‌های اقلیم لنکران | داده‌های اقلیم لنکران | داده‌های اقلیم لنکران | داده‌های اقلیم لنکران | داده‌های اقلیم لنکران | داده‌های اقلیم لنکران | داده‌های اقلیم لنکران | داده‌های اقلیم لنکران | داده‌های اقلیم لنکران | داده‌های اقلیم لنکران | داده‌های اقلیم لنکران | داده‌های اقلیم لنکران | داده‌های اقلیم لنکران |
| ماه                                                  | ژانویه               | فوریه                | مارس                 | آوریل                | مه                   | ژوئن                 | ژوئیه                | اوت                  | سپتامبر              | اکتبر                | نوامبر               | دسامبر               | سال                  |
| ---------------------------------------------------- | -------------------- | -------------------- | -------------------- | -------------------- | -------------------- | -------------------- | -------------------- | -------------------- | -------------------- | -------------------- | -------------------- | -------------------- | -------------------- |
| میانگین بیش‌ترین °C (°F)                              | ۷٫۲ (۴۵)             | ۷٫۲ (۴۵)             | ۱۱٫۰ (۵۲)            | ۱۷٫۵ (۶۴)            | ۲۲٫۵ (۷۳)            | ۲۷٫۲ (۸۱)            | ۳۰٫۴ (۸۷)            | ۲۹٫۵ (۸۵)            | ۲۵٫۹ (۷۹)            | ۱۹٫۹ (۶۸)            | ۱۴٫۱ (۵۷)            | ۱۰٫۱ (۵۰)            | ۱۸٫۵۴ (۶۵٫۵)         |
| میانگین کم‌ترین °C (°F)                               | ۰٫۰ (۳۲)             | ۱٫۰ (۳۴)             | ۳٫۹ (۳۹)             | ۸٫۶ (۴۷)             | ۱۳٫۱ (۵۶)            | ۱۷٫۵ (۶۴)            | ۲۰٫۱ (۶۸)            | ۱۹٫۷ (۶۷)            | ۱۶٫۹ (۶۲)            | ۱۱٫۸ (۵۳)            | ۶٫۷ (۴۴)             | ۲٫۵ (۳۷)             | ۱۰٫۱۵ (۵۰٫۳)         |
| بارندگی میلی‌متر (اینچ)                               | ۹۱ (۳٫۵۸)            | ۱۱۴ (۴٫۴۹)           | ۹۰ (۳٫۵۴)            | ۵۰ (۱٫۹۷)            | ۵۴ (۲٫۱۳)            | ۲۲ (۰٫۸۷)            | ۱۷ (۰٫۶۷)            | ۵۰ (۱٫۹۷)            | ۱۴۳ (۵٫۶۳)           | ۲۵۹ (۱۰٫۲)           | ۱۶۸ (۶٫۶۱)           | ۸۸ (۳٫۴۶)            | ۱٬۱۴۶ (۴۵٫۱۲)        |
| میانگین روزهای بارندگی                               | ۱۰                   | ۱۰                   | ۱۱                   | ۸                    | ۸                    | ۳                    | ۲                    | ۴                    | ۷                    | ۱۳                   | ۱۲                   | ۹                    | ۹۷                   |
| میانگین روزانه ساعت‌های تابش آفتاب                    | ۱۰۵٫۴                | ۹۸٫۹                 | ۱۲۴٫۰                | ۱۷۱٫۰                | ۲۲۶٫۳                | ۲۸۲٫۰                | ۳۰۶٫۹                | ۲۵۴٫۲                | ۱۸۹٫۰                | ۱۲۷٫۱                | ۹۹٫۰                 | ۱۰۸٫۵                | ۲٬۰۹۲٫۳              |
| منبع شماره ۱: World Meteorological Organization (UN) |                      |                      |                      |                      |                      |                      |                      |                      |                      |                      |                      |                      |                      |
| منبع شماره ۲: Hong Kong Observatory(sun only)        |                      |                      |                      |                      |                      |                      |                      |                      |                      |                      |                      |                      |                      |

### بارش
حداکثر بارندگی سالانه در لنکران (۱٬۶۰۰ تا ۱٬۸۰۰ میلیمتر یا ۶۳ تا ۷۱ اینچ) و حداقل در شبه‌جزیره آب‌شوران (۲۰۰ تا ۳۵۰ میلیمتر یا ۷٫۹ تا ۱۳٫۸ اینچ).

## انواع آب و هوا

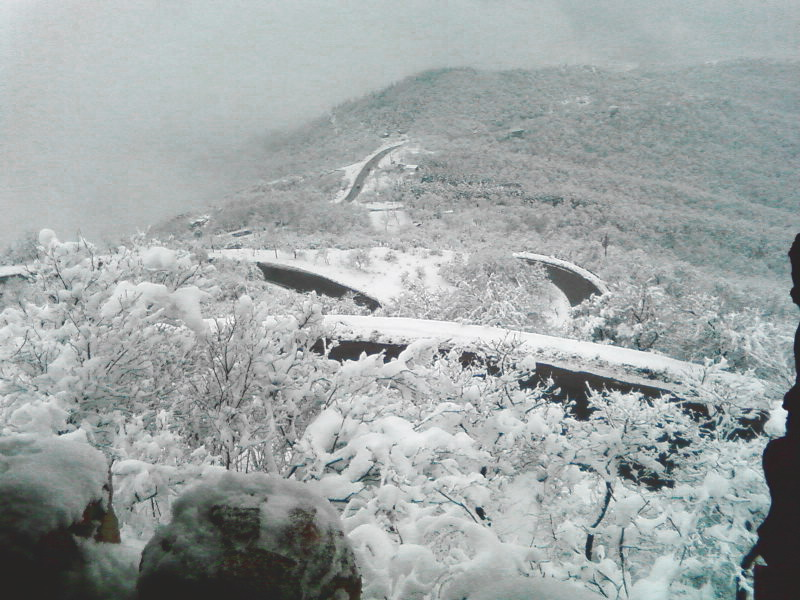
زمستان در شهرستان شماخی

با توجه به توزیع و ویژگی‌های آب و هوا، دما، رطوبت و بارندگی، از ۱۱ الگوی اقلیمی موجود در طبقه‌بندی اقلیمی کوپن، ۹ مورد در جمهوری آذربایجان یافت می‌شود.
- اقلیم‌های نیمه بیابانی و استپی خشک
- آب و هوای نیمه بیابانی و استپی خشک با زمستان‌های سرد و تابستان‌های گرم و خشک
- آب و هوای معتدل با زمستان‌های معتدل و خشک
- آب و هوای نسبتاً گرم با تابستان‌های خشک
- زمستان‌های سرد و خشک
- آب و هوای سرد با تابستان‌های خنک و خشک
- آب و هوای معتدل با توزیع مساوی بارندگی
- آب و هوای سرد با بارندگی شدید در تمام طول سال
- توندرای آلپی، مناطق قفقاز بزرگ و کوچک